# Bartolomeu il Portoghese
Bartolomeu il Portoghese (Portogallo, ... – Giamaica, 1669) è stato un pirata portoghese piuttosto enigmatico.
Visse e operò nel XVII sec. ma le date della sua nascita e della sua morte sono incerte. Dei suoi primi anni di vita non si conosce quasi nulla. Sfortunato nelle intraprendenze in Europa, partì per i Caraibi nei primi anni '60, ove divenne un temuto bucaniere. Risale a lui uno dei primi "codici della pirateria", simile a quelli che nel secolo successivo avrebbero redatto altri pirati, come Black Bart.

## Biografia

### Carriera da pirata
Il Portoghese fu attivo nei mari di Campeche, fra il 1666 e il 1669. All'inizio aveva solo una piccola barca con un equipaggio di 30 uomini e solo 4 cannoni. Decise quindi di attaccare una nave spagnola più grande e riuscì a catturarla dopo due tentativi, nei quali perse la vita metà dell'equipaggio. Fece un bottino di 70.000 pezzi da otto e 120.000 libbre di preziosi chicchi di cacao. Ma, a causa del vento contrario, i pirati non riuscirono a rientrare a Port Royal e dovettero invece fare rotta verso Cuba, che era una colonia spagnola, e sulla rotta infatti si imbatterono in tre navi da guerra spagnole. Una tempesta sbatté il Portoghese sulle coste messicane, nei pressi di Campeche, ove fu riconosciuto e arrestato. Ma il bucaniere riuscì a sfuggire all'impiccagione uccidendo una sentinella con un coltello rubato e gettandosi in mare, riuscendo a tenersi a galla (non sapeva nuotare) con un paio di giare di terracotta. Il Portoghese attraversò 120 miglia di giungla e raggiunse El Golfo Triste, nello Yucatán, qui rubò una nave e riuscì a tornare a Port Royal, in Giamaica. Lì radunò una ventina di uomini e, con una canoa, tornò di nuovo a Campeche, dove si impossessò della nave spagnola sulla quale era stato tenuto prigioniero. Ma durante il viaggio di ritorno la nave si arenò sull'isola di Pines, a sud di Cuba, e i pirati persero l'intero carico. Il Portoghese tornò ancora una volta a Port Royal e ancora una volta ripartì per tentare nuove scorrerie, ma non ebbe molta fortuna nemmeno questa volta. Dopodiché, l'unica testimonianza che ci resta di lui è di Alexandre Exquemelin (lui stesso un pirata francese, nonché scrittore e storico sulle attività dei pirati nelle Americhe), che scrisse di aver visto Bartolomeu il Portoghese morire in estrema miseria.

## Influenze sulla cultura di massa
Più recentemente ha ispirato i personaggi di Portuguese D. Ace e Bartolomeo nel manga One Piece.